# Biville-sur-Mer

Biville-sur-Mer este o comună în departamentul Seine-Maritime, Franța. În 1 ianuarie 2018 avea o populație de 844 de locuitori.